# Offensiva del basso Dnepr
L'Offensiva del basso Dnepr fu una lunga e aspra campagna bellica combattuta nell'autunno del 1943 sul Fronte orientale durante la seconda guerra mondiale tra le forze tedesche della Wehrmacht al comando dei feldmarescialli Erich von Manstein e Ewald von Kleist e i tre Fronti dell'Armata Rossa sovietica guidati dai generali Ivan Konev, Rodion Malinovskij e Fëdor Tolbuchin. L'offensiva ebbe inizio con il raggiungimento ed il rapido superamento del basso corso del grande fiume Dnepr da parte dei soldati sovietici e fu caratterizzata da una serie di battaglie dall'esito alterno per la conquista di teste di ponte sulla riva occidentale e delle importanti città sul corso meridionale del fiume.
Le truppe tedesche combatterono duramente per evitare il crollo delle loro posizioni sul basso Dnepr e sferrarono, con l'aiuto di riserve provenienti dall'ovest, una serie di contrattacchi. Inoltre i tedeschi cercarono di mantenere teste di ponte ad est del fiume, soprattutto a Zaporož'e e a Nikopol', nella speranza di poter riguadagnare in seguito il terreno perduto ed impedire la perdita dell'Ucraina occidentale e della Crimea. Dopo tre mesi di sanguinosi combattimenti l'Armata Rossa riuscì a liberare quasi l'intero corso meridionale del Dnepr, a tagliare fuori le forze tedesche in Crimea ed a raggiungere posizioni di partenza favorevoli per la successiva offensiva invernale del 1944.

## Situazione strategica all'est
La campagna d'estate 1943 sul fronte dell'est, iniziata con la battaglia di Kursk, era continuata con una serie di vittorie sovietiche che avevano permesso all'Armata Rossa di liberare Char'kov, Orël e tutto il Donbass. Adolf Hitler aveva cercato di consolidare la resistenza delle sue armate e di evitare di cedere altri territori occupati, rifiutando ripetutamente al feldmaresciallo Erich von Manstein, comandante del Gruppo d'armate Sud, l'autorizzazione a vaste manovre di ripiegamento strategico. Sotto la crescente pressione sovietica che minacciava di travolgere l'intero fronte tedesco, e preoccupato anche dagli sviluppi della guerra nel settore Mediterraneo dove l'8 settembre l'Italia aveva abbandonato l'alleanza con la Germania, Hitler aveva finalmente deciso il 14 settembre 1943 di autorizzare la ritirata delle armate del feldmaresciallo von Manstein fino alla linea del basso Dnepr, ordinando però di mantenere il possesso di ampie teste di ponte a est del fiume a Zaporož'e, Dnepropetrovsk, Kremenčuk. Inoltre la 6. Armee, in ritirata dopo la perdita del Donbass, si sarebbe schierata sulla cosiddetta "linea Wotan" dietro il fiume Moločna fino alla sua confluenza nel Dnepr di Zaporož'e. Il Führer aveva anche autorizzato l'evacuazione della penisola di Taman' e la ritirata in Crimea del Gruppo d'armate A del feldmaresciallo Ewald von Kleist.
La ritirata del Gruppo d'armate A dalla penisola di Taman', iniziata nella notte del 15-16 settembre 1943, venne completata con successo il 9 ottobre nonostante le notevoli difficoltà tecniche e i pesanti attacchi delle truppe e dell'aviazione sovietica, il feldmaresciallo von Kleist riuscì a far ripiegare in Crimea oltre 200 000 soldati e 15 000 veicoli della 17. Armee; il generale tedesco assunse quindi la direzione delle difese in Crimea e prese anche il comando della 6. Armee, che dalla fine di settembre era schierata sul fiume Moločna a protezione di Melitopol' e degli accessi settentrionali alla Crimea. Nel frattempo il feldmaresciallo von Manstein aveva eseguito la ritirata strategica delle quattro armate del Gruppo d'armate Sud; completata in dieci giorni, la manovra venne condotta con abilità e permise alle truppe tedesche di attraversare con ordine il fiume in sei punti di attraversamento tra Kiev e Zaporož'e. La ritirata venne coperta da forti retroguardie e le truppe tedesche eseguirono con rigida disciplina gli ordini dei comandi superiori, applicando, per guadagnare tempo, intralciare il nemico e privare di risorse i sovietici, la strategia della "terra bruciata". Tutto il territorio abbandonato venne devastato, furono distrutte fabbriche, ponti, ferrovie, centrali elettriche; intere città e numerosi villaggi vennero incendiati, si procedette alla raccolta e al trasferimento del bestiame, parte della popolazione venne deportata, spietate misure di rappresaglia vennero applicate per reprimere ogni opposizione e resistenza. 
Stalin e lo Stavka erano decisi a sfruttare la situazione strategica favorevole; vennero diramati ordini di inseguire da vicino e con la massima energia le truppe tedesche in ritirata per intralciarne il ripiegamento ed impedire o almeno limitare le massicce distruzioni sul territorio; il dittatore sovietico ordinò una manovra di inseguimento puramente frontale con semplici direttrici di avanzata diretta, senza pianificare complesse manovre di avvolgimento e accerchiamento. Alcuni alti comandanti sovietici non condividevano completamente i piani dello Stavka; in particolare il maresciallo Georgij Žukov, vice comandante supremo, avrebbe preferito architettare ampie manovre strategiche per ottenere risultati rapidi e decisivi. Di fatto Stalin impose la sua decisione; egli riteneva che manovre complesse sarebbero state troppo complicate e avrebbero fatto perdere molto tempo per i preparativi, mentre era considerato essenziale affrettare l'inseguimento e raggiungere al più presto il Dnepr e costituire rapidamente teste di ponte per cercare di evitare la devastazione del territorio da parte del nemico e soprattutto impedire ai tedeschi di consolidarsi sulla riva sinistra, scoscesa e favorevole tatticamente ad una resistenza prolungata. Il 19 settembre lo Stavka diramò una direttiva speciale, in cui evidenziava l'importanza decisiva di attraversare il Dnepr e costituire teste di ponte. 

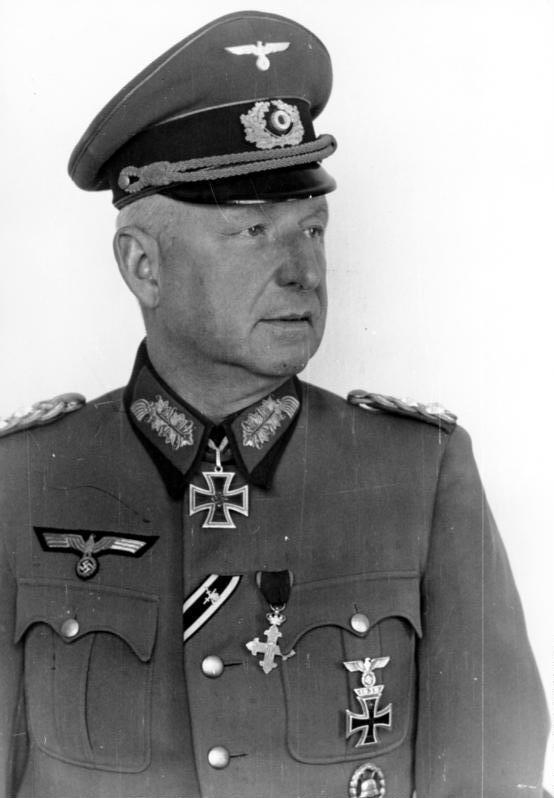
Il feldmaresciallo Erich von Manstein, comandante del Gruppo d'armate Sud

Nonostante la fretta, l'insufficienza dei mezzi tecnici, le carenze logistiche e le distruzioni dei tedeschi in ritirata, l'Armata Rossa inseguì da vicino le truppe nemiche, mantenne il contatto e non diede alcun respiro alle armate del Gruppo d'armate Sud; sostenute da una efficace copertura aerea e anche dalla collaborazione dei partigiani, la forze sovietiche riuscirono a costituire praticamente subito numerose piccole teste di ponte in numerosi punti del grande fiume. Mentre sul medio Dnepr, il generale Nikolaj Vatutin, comandante del "Fronte di Voronež", costituiva dal 22 settembre due importantissime teste di ponte a nord e a sud di Kiev; arrivarono sul basso corso del Dnepr le armate dei generali Ivan Konev, comandante del "Fronte della Steppa" e Rodion Malinovskij, comandante del "Fronte Sud-Occidentale", più a sud il generale Fëdor Tolbuchin, comandante del "Fronte Meridionale", raggiungeva la linea della Moločna, difesa dalla 6. Armee del Gruppo d'armate A che aveva appena ripiegato dal Donbass. Le truppe del generale Konev dovettero affrontare una dura resistenza a Poltava che cadde il 23 settembre, poi raggiunsero e liberarono il 29 settembre dopo prolungati combattimenti Kremenčuk, che si trova sulla riva sinistra del Dnepr; furono quindi i soldati della 7ª Armata della Guardia del generale Michail Šumilov, che superarono il Dnepr fin dal 25 settembre, a sud di Kremenčuk; un'altra testa di ponte venne costituita dai soldati della 6ª Armata del fronte del generale Malinovskij il 26 settembre a sud di Dnipropetrovsk. All'inizio del mese di ottobre l'Armata Rossa era già pronta per iniziare, sfruttando queste teste di ponte, un grande attacco lungo il basso Dnipr e la "linea Wotan" sulla Moločna.

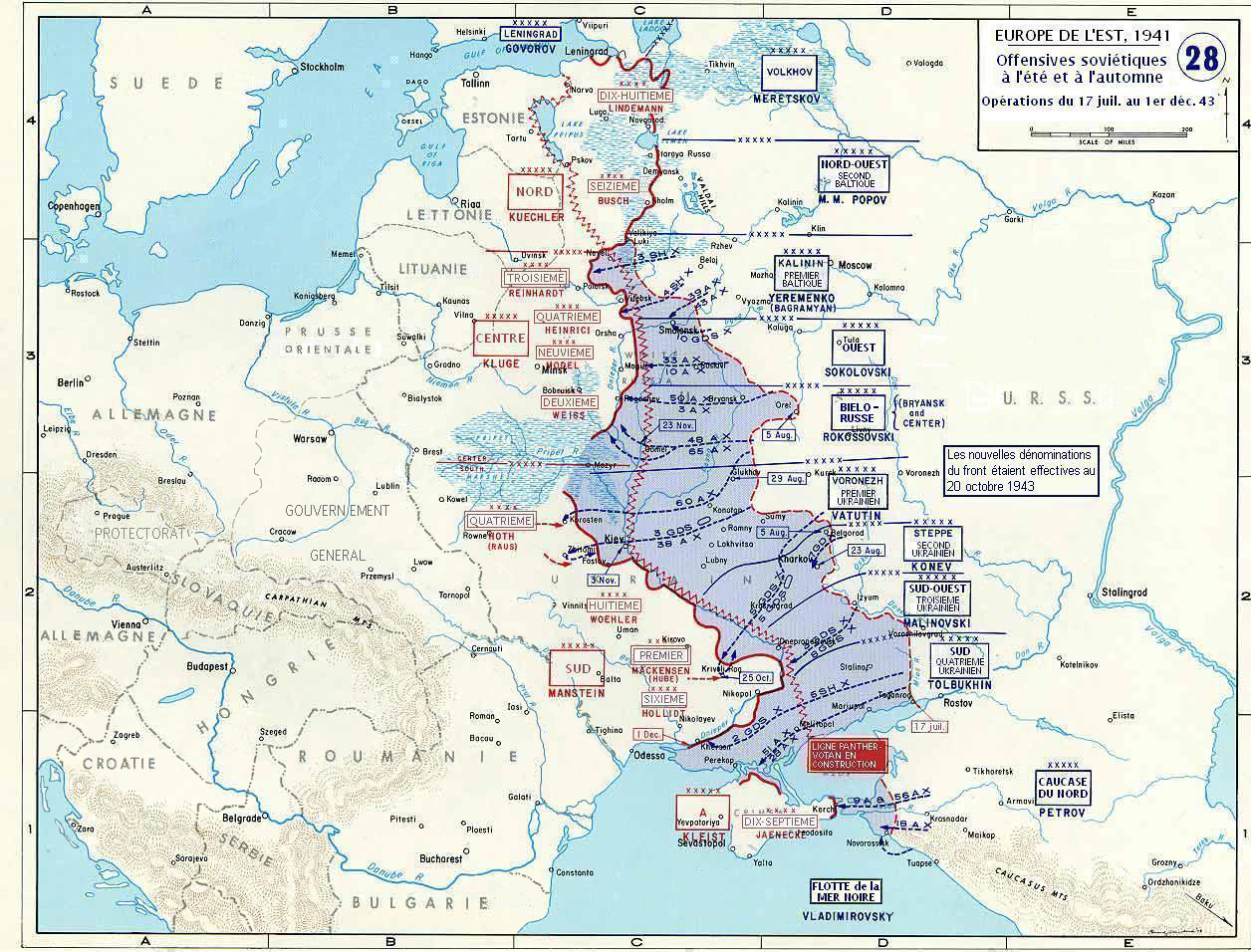
Mappa generale delle offensive sovietiche dell'estate-autunno 1943.

Le nuove direttive di Stalin e dello Stavka stabilivano le direttrici degli attacchi alla linea del Dnepr, parte fondamentale del famoso Ostwall della propaganda del Terzo Reich, e per l'occasione assegnavano nuove denominazioni ai fronti dell'Armata Rossa impegnati nell'offensiva. Per sottolineare che i soldati sovietici erano ormai arrivati nel cuore dell'Ucraina e combattevano per la liberazione di queste terre, Stalin decise di cambiare i nomi dei quattro fronti in combattimento lungo il Dnepr e la Moločna; di conseguenza all'inizio di ottobre 1943 il Fronte di Voronež del generale Vatutin, impegnato sul medio Dnepr, divenne il 1º Fronte ucraino, mentre i tre raggruppamenti impegnati sul basso Dnepr e sulla linea Wotan, comandati dai generali Konev, Malinovskij e Tolbuchin, presero il nome rispettivamente di 2º Fronte ucraino, 3º Fronte ucraino e 4º Fronte ucraino.
La nuova campagna offensiva autunnale dell'Armata Rossa, che sarebbe iniziata dopo la breve pausa seguita all'arrivo delle truppe sovietiche sulle linea del Dnepr, sarebbe stata, secondo le parole di Stalin, un'operazione per "abbreviare la guerra" che avrebbe coinvolto l'intero schieramento sovietico sul Fronte orientale. Sul basso Dnepr le direttive operative dello Stavka prevedevano che il generale Konev attaccasse lungo l'asse Kirovograd-Krivoj Rog e contemporaneamente espandesse verso sud la testa di ponte a Kremenčuk; il generale Malinovskij avrebbe attaccato la testa di ponte tedesca a Zaporož'e per poi avanzare verso ovest, infine il generale Tolbuchin avrebbe superato la linea difensiva tedesca sulla Moločna e avrebbe raggiunto il basso corso del Dnepr alla sua foce, tagliando fuori completamente da nord la penisola di Crimea. I generali Konev e Malinovskij avevano ammassato un gran numero di armate nella grande testa di ponte compresa tra Čerkasy e Zaporož'e, estesa oltre 250 chilometri in lunghezza e ottanta chilometri in profondità; da queste posizioni le forze del 2° e 3° Fronte ucraino avrebbero attaccato la 1. Panzerarmee del generale Eberhard von Mackensen e l'8. Armee del generale Otto Wöhler che difendevano questo tratto della linea del Dnepr.

## Battaglia per il Dnepr

### Liberazione di Zaporož'e e Dnepropetrovsk

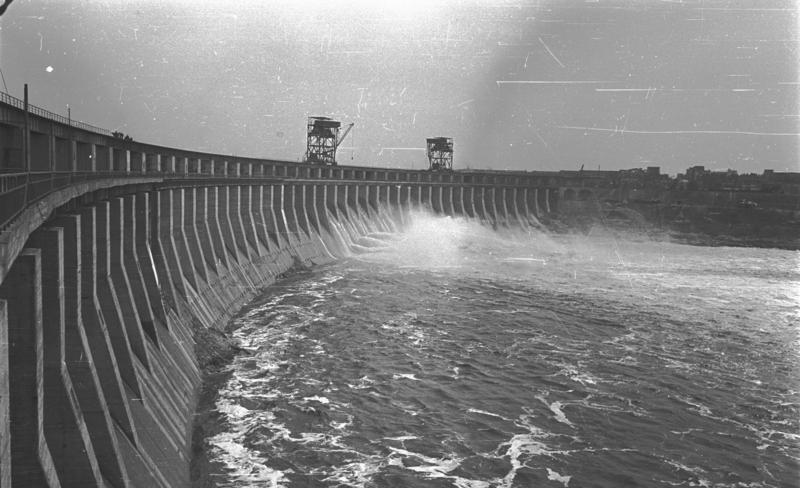
La grande diga sul Dnepr nei pressi di Zaporož'e.

La missione iniziale assegnata dall'alto Comando sovietico al generale Malinovskij, comandante del 3° Fronte ucraino, era particolarmente impegnativa; prima di avanzare a ovest del fiume, era infatti necessario distruggere la grande testa di ponte di Zaporož'e che i tedeschi avevano mantenuto sulla riva sinistra e che presidiavano con forze molto ingenti; Hitler aveva ordinato al feldmaresciallo von Manstein di difendere a ogni costo quelle posizioni strategiche che proteggevano da nord la "linea Wotan" e assicuravano il possesso della gigantesca diga sul Dnepr e della famosa centrale idroelettrica, costruite dai sovietici negli anni trenta durante i piani di industrializzazione accelerata. 
La difesa della preziosa testa di ponte, che misurava 40 chilometri di lunghezza e venti chilometri di profondità, era stata assegnata dal comando tedesco della 1. Panzerarmee al generale Siegfried Henrici che schierava tre divisioni meccanizzate del 40º Panzerkorps, tre divisioni di fanteria del XVII corpo d'armata e un battaglione di cacciacarri pesanti, il 656º reggimento del colonnello Wilhelm-Ernst Gedult von Jungenfeld, dotato dei potenti Ferdinand Si trattava di truppe esperte, relativamente ben equipaggiate, in grado di opporre forte resistenza; il primo attacco delle armate del generale Malinovskij, iniziato i primi giorni di ottobre, si concluse infatti con un fallimento.
Nonostante le difficoltà, il generale Malinovskij era deciso a sferrare un attacco decisivo; egli necessitava di rinforzi e richiese direttamente a Stalin l'assegnazione dalle riserve strategiche del comando supremo della famosa 8ª Armata della Guardia del generale Vasilij Čujkov, la vecchia 62ª Armata che aveva valorosamente combattuto nella battaglia di Stalingrado; solo Stalin aveva l'autorità per spostare le riserve dello Stavka. Egli promise al generale Malinovskij l'arrivo dell'8ª Armata della Guardia, ma chiese precise garanzie: Zaporož'e doveva essere liberata "entro due giorni" dall'inizio dell'attacco principale alla testa di ponte. L'attacco alle posizioni tedesche sarebbe stato sferrato da tre armate sovietiche, la 3ª Armata della Guardia del generale Dmitrij Leljušenko, la 12ª Armata e l'8ª Armata della Guardia, rinforzate da due corpi mobili, il 1º Corpo meccanizzato della Guardia e il 23º Corpo corazzato, con 270 carri armati, e supportati dalla 17ª Armata aerea. Il generale Malinovskij decise di sferrare un audace attacco notturno per cogliere di sorpresa i tedeschi e le truppe si addestrarono intensamente per combattere in condizioni di limitata visibilità. La decisione del generale Malinovskij colse di sorpresa molti ufficiali e suscitò qualche dubbio, mentre al contrario il generale Čujkov fu molto favorevole al piano di attacco notturno studiato dal comandante del 3° Fronte ucraino.

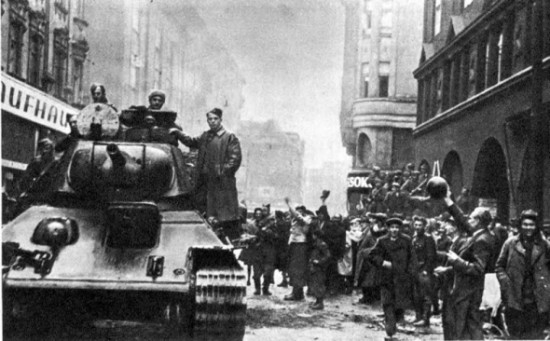
I sovietici entrano a Zaporož'e il 14 ottobre 1943.

Nella realtà la battaglia per la testa di ponte di Zaporož'e che ebbe inizio la notte del 10 ottobre 1943 fu ancor più accanita e difficile del previsto; il primo attacco notturno dell'8ª Armata della Guardia fu fortemente contrastato e non ebbe immediato successo, nonostante un potente sbarramento di artiglieria in cui vennero impiegate per la prima volta le nuove divisioni d'artiglieria dell'Armata Rossa. I maggiori progressi furono raggiunti dalla 12ª Armata del generale Danilov che attaccava a nord-est, i cui reparti la notte del 12 ottobre intaccarono la prima linea difensiva tedesca. Il generale Henrici organizzò la difesa con tenacia e abilità e le truppe tedesche, in particolare la 16. Divisione Panzergrenadier e il reparto di cacciacarri pesanti, inflissero pesanti perdite ai sovietici. Il generale Malinovskij organizzò quindi un secondo attacco nella notte del 14 ottobre e questa volta i sovietici raggiunsero la vittoria. Gli aerei della 17ª Armata intervennero in massa per colpire le posizioni nemiche e le vie di comunicazione attraverso il fiume, mentre i mezzi corazzati del 1º Corpo meccanizzato della Guardia e del 23º Corpo corazzato attaccarono a nord-est e sud-est, insieme ai fucilieri dell'8ª Armata della Guardia del generale Čujkov. Alle ore 02.00 della notte i carri armati del 23º Corpo corazzato arrivarono alla periferia meridionale di Zaporož'e dopo aver sfondato le linee tedesche; subito dopo i carri armati sovietici proseguirono verso il centro.

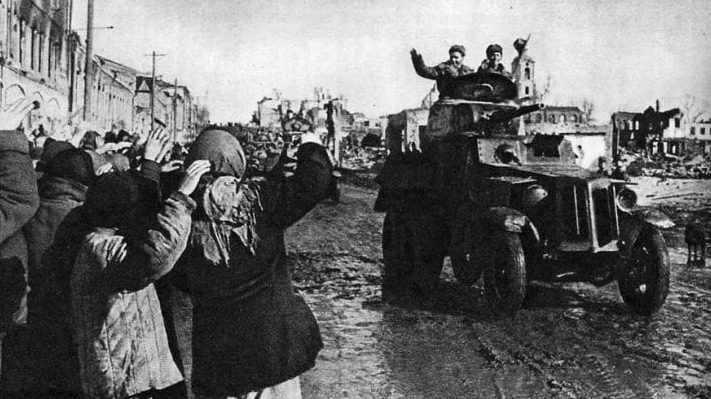
L'Armata Rossa entra a Dnepropetrovsk il 25 ottobre 1943.

I tedeschi difesero fino all'ultimo la testa di ponte; la resistenza della 16ª Divisione Panzergrenadier e della 125ª Divisione fanteria permise di rallentare l'avanzata nemica; nel frattempo il generale Henrici, deciso ad abbandonare Zaporož'e e già pronto a far saltare il ponte ferroviario, la diga e la centrale idroelettrica, ebbe vivaci scontri con il generale von Mackensen che, in aderenza alle direttive di Hitler di continuare a resistere senza ripiegare, si rifiutò di autorizzare esplicitamente la ritirata. All'alba del 14 ottobre i sovietici attaccarono Zaporož'e da nord, da sud e da est; la città venne progressivamente liberata dopo violenti combattimenti nell'area urbanizzata. Nel frattempo i tedeschi ripiegavano oltre il Dnepr sotto la copertura delle retroguardie della 16ª Divisione Panzergrenadier, la maggior parte dei reparti tedeschi riuscì a salvarsi, ma le perdite furono molto pesanti. Nella notte del 15 ottobre, dopo il passaggio del Dnepr di tutti i reparti superstiti, i guastatori tedeschi, che avevano predisposto da tempo i materiali esplosivi necessari, fecero saltare il ponte ferroviario e la diga, ma i danni furono solo parziali e la grande struttura che sbarrava il fiume non venne distrutta. I tedeschi cercarono anche di far esplodere la grande centrale idroelettrica che era stata stipata di cariche esplosive, ma poterono portare a termine i loro piani solo in parte; alcuni edifici della centrale furono distrutti, ma i soldati sovietici intervennero in tempo e sorpresero la squadre di demolizione tedesche, riuscendo a salvare la maggior parte della centrale; molto presto arrivarono squadre di tecnici e operai per ripristinare le strutture danneggiate dai tedeschi. 
Contemporaneamente alla battaglia per la testa di ponte, era iniziata più a nord l'offensiva del 2º Fronte ucraino del generale Konev che minacciava il fianco sinistro della 1. Panzerarmee già in difficoltà nella grande ansa del Dnepr; il generale Malinovskij dopo la vittoria di Zaporož'e, poteva quindi sfruttare la situazione per collaborare con il generale Konev e attaccare le posizioni tedesche nella regione di Dnepropetrovsk. Il nuovo piano del comandante del 3º Fronte ucraino prevedeva un'offensiva concentrica verso Dnepropetrovsk da nord-ovest, da parte della 46ª Armata del generale Glagolev che, protetta sul fianco destro dall'avanzata del generale Konev su Kryvyj Rih, avrebbe marciato verso sud-est dove sarebbe entrata in contatto con le truppe dell'8ª Armata della Guardia del generale Čujkov che, dopo la vittoria di Zaporož'e, avrebbero attaccato verso nord-ovest nella grande ansa del Dnepr. L'offensiva del generale Malinovskij ebbe inizio il 23 ottobre e raggiunse rapidamente il successo; i tedeschi del generale von Mackensen si sganciarono dal Dnepr per evitare di essere tagliati fuori e ripiegarono per mantenere la coesione su una linea più arretrata; la 46ª Armata sovietica poté liberare il centro industriale di Dniprodzeržyns'k, mentre le unità dell'8ª Armata della Guardia entrarono a Dnepropetrovsk, che fu raggiunta per prima il 25 ottobre 1943 dai soldati della 39ª Divisione fucilieri della Guardia.
Questa nuova vittoria permise ai generali Malinovskij e Konev di liberare un'altra grande città ucraina occupata e di entrare in contatto solidamente a ovest del Dnepr costituendo una testa di ponte unificata da Kremenčuk a Dnepropetrovsk; i tedeschi avevano subito forti perdite, circa 23 000 soldati e 160 mezzi corazzati solo a Zaporož'e, tuttavia i sovietici non raggiunsero un successo strategico decisivo a causa delle difficoltà del 2° Fronte ucraino che negli stessi giorni dovette fronteggiare un pericoloso contrattacco tedesco del feldmaresciallo von Manstein.

### Cedimento della LineaWotan

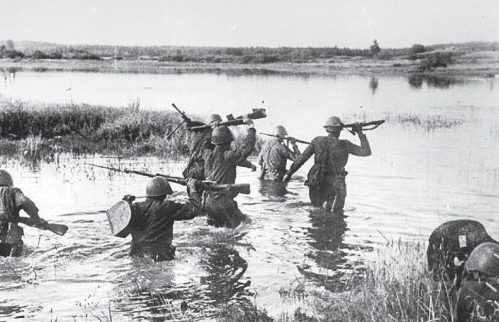
I soldati sovietici attraversano il fiume Moločna.

Dopo il cedimento della linea del fiume Kalmius e la ritirata dal Donbass, la 6. Armee del generale Karl-Adolf Hollidt aveva ripiegato, la terza settimana di settembre, sulla cosiddetta "linea Wotan" dietro il fiume Moločna, che proteggeva Melitopol', sbarrava gli accessi alla penisola di Crimea e si connetteva alla testa di ponte di Zaporož'e. L'armata aveva subito forti perdite nel Donbass ma schierava ancora undici esperte divisioni tedesche e due divisioni rumene ; tuttavia la nuova posizione era solo modestamente fortificata mentre le sue riserve corazzate erano costituite solo dai 181 carri armati e cannoni della 17. Panzerdivision e della 13. Panzerdivision. L'armata del generale Hollidt inoltre ebbe solo una brevissima tregua e fin dal 27 settembre dovette respingere i continui attacchi delle truppe sovietiche già arrivate al fiume Moločna.
L'alto comando sovietico aveva ordinato al generale Tolbuchin, comandante del 4° Fronte ucraino, di riprendere al più presto gli attacchi senza dare respiro alle truppe tedesche in ritirata dal Donbass; gli ordini dello Stavka prevedevano un attacco in direzione di Melitopol, un'avanzata fino alla foce del Dnepr, l'attraversamento rapido del fiume e soprattutto l'attacco all'Istmo di Perekop per conquistare un accesso da nord alla penisola di Crimea che sarebbe stata anche attaccata da est dalle forze del "Fronte del Caucaso settentrionale" del generale Ivan Efimovič Petrov che, dopo aver liberato la penisola di Taman', avrebbero attaccato attraverso lo stretto di Kerč'. Il generale Tolbuchin disponeva di forze ingenti per questo attacco: sei armate con 45 divisioni di fucilieri, tre corpi corazzati e due corpi di cavalleria con oltre 800 mezzi corazzati; il maresciallo Aleksandr Vasilevskij in persona si recò sul fronte in qualità di "rappresentante dello Stavka" per coordinare le operazioni con lo stato maggiore del generale Tolbuchin.
I primi attacchi sovietici, iniziati alla fine del mese di settembre e continuati fino ai primi giorni di ottobre non ebbero molto successo; l'offensiva, condotta dalla 5ª Armata d'assalto, dalla 44ª Armata, e dalla 2ª Armata della Guardia, venne fortemente contrastata dalle truppe tedesche e costò notevoli perdite di uomini e mezzi. I sovietici raggiunsero i primi successi nel settore meridionale della "linea Wotan", dove la 28ª Armata riuscì a penetrare le difese sulla Moločna e raggiunse la periferia sud di Melitopol'; i tedeschi tuttavia continuarono a opporre forte resistenza e in particolare l'11º Corpo corazzato sovietico perse molti mezzi corazzati. Il 13 ottobre il generale Tolbuchin decise, in accordo con il maresciallo Vasilevskij, di sfruttare il parziale successo, raggruppando nel settore di Melitopol' la 51ª Armata del generale Krejzer, il 19º Corpo corazzato e il 4º Corpo di cavalleria del Kuban' per sferrare un attacco decisivo; vennero anche impiegati gli aerei dell'8ª Armata aerea, rinforzata dalla 1ª Divisione aerea d'assalto della Guardia. La nuova offensiva della 51ª Armata fu ancora fortemente contrastata dai tedeschi, ma i sovietici guadagnarono progressivamente terreno e entrarono dentro Melitopol', dove continuarono per giorni aspri combattimenti; le divisioni di fanteria tedesche si difesero con tenacia, mentre i carri armati della 13. Panzerdivision e della 17. Panzerdivision respinsero ripetutamente i carri armati sovietici. Il 23 ottobre 1943 i sovietici finalmente liberarono completamente Melitopol' e nei giorni seguenti le unità corazzate, nonostante le perdite riuscirono ad avanzare in profondità. L'intervento della 2ª Armata della Guardia e di un corpo meccanizzato, a sostegno della 51ª Armata, permise ai sovietici di frantumare in due gruppi le forze della 6. Armee e a sud il XXXXIV Corpo d'armata tedesco rimase tagliato fuori.

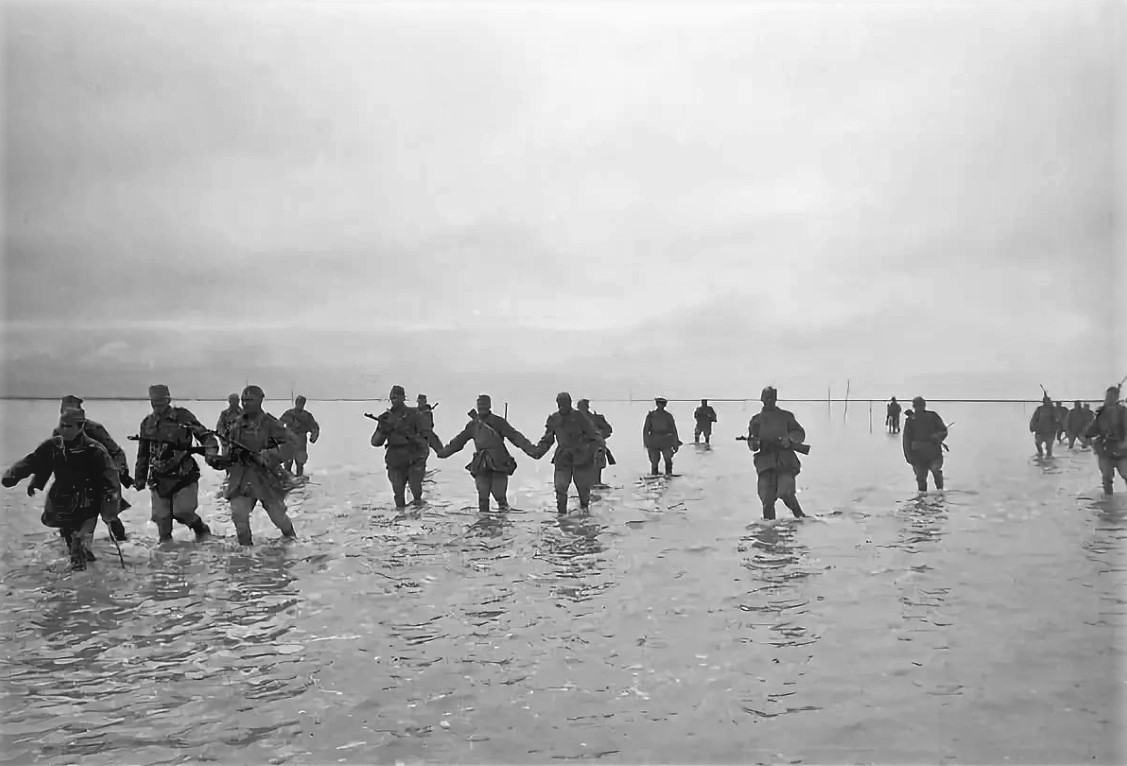
La fanteria sovietica attraversa le paludi del Sivaš, sugli accessi settentrionali della Crimea.

Nonostante la difficile situazione, l'alto comando tedesco riuscì a sganciare le truppe accerchiate, il XXXXIV Corpo d'armata con quattro divisioni di fanteria e la 13. Panzerdivision, che ripiegarono verso est e poterono sfuggire all'inseguimento della 2ª Armata della Guardia, ma dovette rinunciare a mantenere il collegamento terrestre con la 17. Armee asserragliata in Crimea; le perdite di uomini e mezzi furono molto pesanti per la Wehrmacht. I tedeschi quindi ripiegarono in parte verso ovest fino alla foce del Dnepr, mentre un'altra parte si ritirò verso nord-ovest fino a prendere posizione in una testa di ponte a Nikopol', sulla riva sinistra del fiume. Hitler riteneva essenziale difendere questa preziosa ultima testa di ponte a sud-est del Dnepr; in questo modo il dittatore tedesco manteneva il possesso degli importanti giacimenti minerari di manganese presenti a Nikopol' e soprattutto sperava di potere utilizzare la testa di ponte come punto di partenza per attaccare le forze sovietiche e riprendere il collegamento con la 17. Armee isolata in Crimea.
All'inizio del mese di novembre il 4° Fronte ucraino del generale Tolbuchin continuò la sua offensiva; mentre una parte delle forze inseguiva i tedeschi fino alle foci del Dnepr ed entrava in contatto con la testa di ponte di Nikopol, la 2ª Armata della Guardia deviò verso sud e attaccò l'istmo di Perekop difeso dalle truppe tedesche della 17. Armee del generale Erwin Jaenecke che erano rimaste in Crimea secondo gli ordini del feldmaresciallo Ewald von Kleist che aveva rigidamente eseguito le disposizioni tassative di Hitler. Il dittatore tedesco aveva infatti escluso ogni piano di evacuazione della penisola, ritenendo essenziale per motivi politici e strategici mantenere il possesso della Crimea, la cui perdita secondo lui avrebbe tra l'altro messo a rischio i preziosi pozzi di petrolio di Ploiești in Romania che sarebbero diventati l'obiettivo dai bombardieri sovietici schierati nella penisola. Gli accessi settentrionali alla Crimea però stavano per cadere in mano sovietica; nonostante l'accanita resistenza e i contrattacchi tedeschi, la 2ª Armata della Guardia superò l'istmo di Perekop e avanzò verso Armjansk, mentre la 51ª Armata attraversò con successo le vaste paludi del Sivaš e sbucò verso sud. I sovietici misero grande impegno a costruire traghetti, punti di attraversamento sulle paludi e postazioni di artiglieria per consolidare le posizioni raggiunte. Nonostante i contrattacchi tedeschi e il costante fuoco dei cannoni nemici, i sovietici mantennero i loro preziosi punti di appoggio sulla costa settentrionale della penisola da cui sarebbe stato possibile in futuro liberare tutta la Crimea.

### Offensiva su Kryvyj Rih

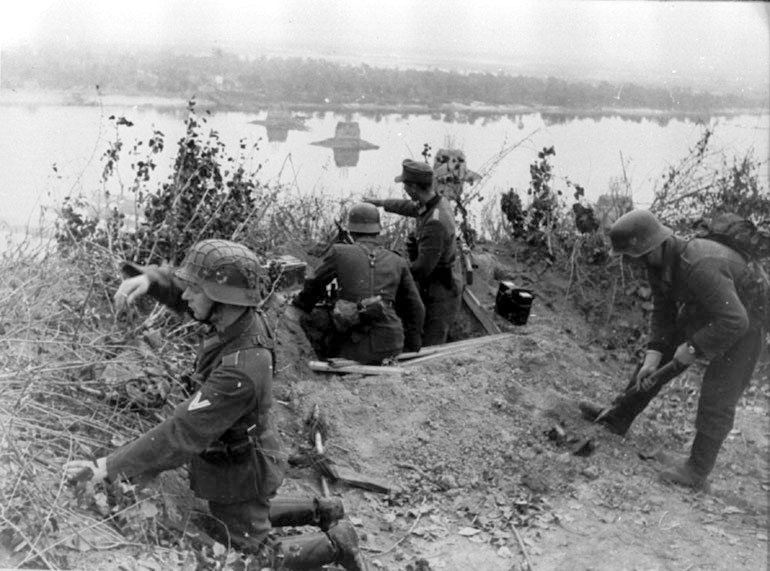
Truppe tedesche schierate a difesa della linea del Dnepr

Nel mese di ottobre 1943, mentre il feldmaresciallo von Kleist cercava con grande difficoltà di eseguire gli ordini di Hitler di resistenza sul posto in Crimea, il feldmaresciallo von Manstein, comandante del Gruppo d'armate Sud, non solo aveva difeso la testa di ponte di Zaporož'e, ma soprattutto aveva affrontato più a nord l'offensiva del 2º Fronte ucraino del generale Ivan Konev che minacciava di travolgere tutto lo schieramento tedesco nel settore meridionale del fronte.
Il 7 ottobre il generale Konev aveva presentato i suoi piani di attacco allo Stavka; egli intendeva raggruppare la massa delle sue forze sulla grande testa di ponte conquistata a sud di Kremenčuk dove avrebbe concentrato la 5ª Armata della Guardia, la 7ª Armata della Guardia, la 37ª Armata e la 57ª Armata; dopo lo sfondamento delle linee nemiche il generale sarebbe avanzato sulla direttrice P"jatychatky-Kryvyj Rih; quindi in caso di successo avrebbe proseguito fino ad Apostolove da dove avrebbe potuto intercettare le vie di comunicazione delle forze tedesche in combattimento tra Dnepropetrovsk e Zaporož'e, sotto attacco da parte del 3° Fronte ucraino del generale Malinovskij. L'alto comando sovietico approvò subito questo audace piano e il generale Konev organizzò rapidamente le sue forze. Mentre la 5ª Armata della Guardia e la 7ª Armata della Guardia avrebbero attaccato dalla testa di ponte e avrebbero sfondato le linee tedesche, la 5ª Armata corazzata della Guardia del generale Pavel Rotmistrov, equipaggiata con quasi 300 carri armati, sarebbe entrata in azione in un secondo momento per sfruttare il varco e avanzare in profondità verso Kryvyj Rih. L'armata corazzata del generale Rotmistrov però si trovava in quel momento molto a nord di Kremenčuk e in parte si stava riequipaggiando nella regione di Poltava. Il generale Konev intendeva far ripassare in segreto i carri armati sulla sponda sinistra del Dnepr, quindi trasferirli con una marcia di cento chilometri a sud-est e farli ripassare sulla riva destra del fiume per raggiungere le posizioni di partenza; anche la 5ª Armata della Guardia dovette effettuare una marcia di oltre 60 chilometri per arrivare sulle posizioni di attacco nella testa di ponte. Questi difficili movimenti, compiuti principalmente di notte e in segreto, vennero completati con successo in pochi giorni e il 15 ottobre il generale Konev poté dare inizio alla sua offensiva.
L'attacco della fanteria del 2° Fronte ucraino, supportato dagli attacchi degli aerei della 5ª Armata aerea del generale Gorjunov, non ebbe immediato successo; le difese tedesche della 1. Panzerarmee del generale von Mackensen opposero forte resistenza; furono sferrati contrattacchi e anche la Luftwaffe intervenne in massa per contrastare l'offensiva sovietica. Nel pomeriggio il generale Konev prese la decisione, per accelerare lo sfondamento e l'avanzata in profondità, di far entrare in azione in anticipo i carri armati della 5ª Armata corazzata della Guardia che però vennero intralciati dal terreno reso quasi impraticabile dalle forti piogge che ostacolò anche il sostegno logistico; inoltre molti dei reparti corazzati non erano pronti essendo ancora sulla riva sinistra del Dnepr in attesa di attraversare. Nonostante queste difficoltà, l'attacco dei mezzi corazzati, supportato dalla 37ª Armata, ebbe successo; il 16 ottobre avvenne lo sfondamento del fronte nemico e i tedeschi iniziarono a ripiegare. i carri armati sovietici avanzarono con rapidità: il 18 ottobre liberarono Deriïvka e il giorno seguente entrarono e conquistarono il nodo ferroviario di P"jatychatky, aprendo la strada per Kryvyj Rih, grande centro industriale-minerario e centro logistico importantissimo del fronte tedesco.

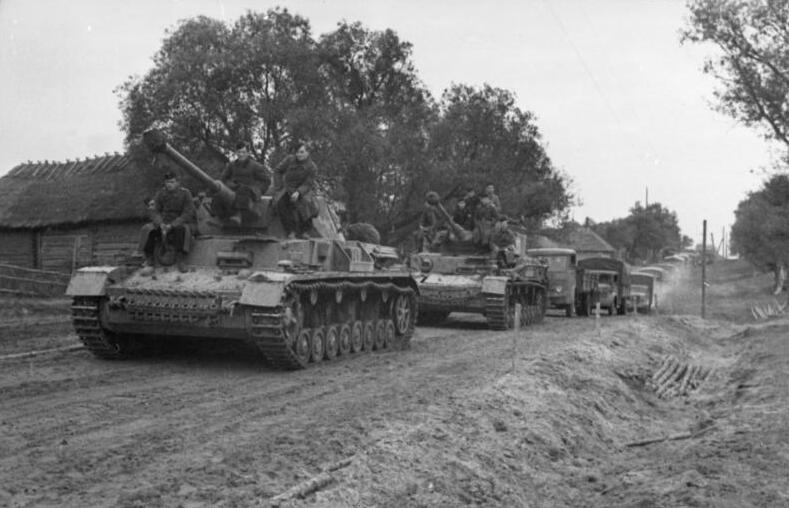
Panzer IV di un'unità corazzata tedesca in azione nell'autunno 1943 in Ucraina.

Il feldmaresciallo von Manstein e il generale von Mackensen erano seriamente preoccupati per la situazione; i due generali temevano che le forze ancora schierate nella grande ansa del Dnepr potessero essere tagliate fuori e che i carri armati sovietici puntassero a obiettivi strategici in profondità come Cherson o Mykolaïv. In realtà la situazione stava migliorando per i tedeschi; Hitler aveva finalmente deciso di inviare ingenti rinforzi meccanizzati per stabilizzare le operazioni lungo il Dnepr e riconquistare le posizioni perdute sia nel settore di Kiev sia nel basso Dnepr; sei Panzerdivision fresche erano in arrivo al Gruppo d'armate Sud, provenienti dall'ovest e dall'Italia. Il dittatore tedesco il 25 ottobre scrisse al maresciallo Ion Antonescu richiedendo l'invio di nuove divisioni rumene sul fronte orientale e descrivendo ottimisticamente i suoi piani di controffenssiva. Nel frattempo il generale von Mackensen stava già concentrando le sue forze di riserva, la 11. Panzerdivision e la 3. SS-Panzerdivision "Totenkopf", per bloccare l'avanzata nemica su Kryvyj Rih; egli in un primo momento decise di attendere le divisioni corazzate di rinforzo che erano state promesse, ma la situazione tedesca stava rapidamente peggiorando e il comandante della 1. Panzerarmee alla fine prese la decisione di contrattaccare subito per difendere il centro di comunicazione di Kryvyj Rih.

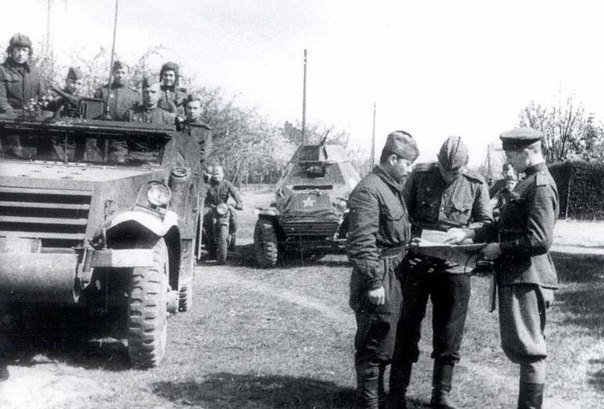
Unità motorizzata sovietica durante l'avanzata su Kryvyj Rih nell'ottobre 1943.

Le unità corazzate del 2º Fronte ucraino intanto continuavano ad avanzare nonostante la crescente resistenza tedesca e l'intervento in massa dei bombardieri della Luftwaffe; aspri combattimenti aerei con pesanti perdite continuarono per giorni tra le forze aeree sovietiche e tedesche. Il 23 ottobre le unità di punta della 5ª Armata corazzata della Guardia del generale Rotmistrov, il 18º Corpo corazzato, arrivarono alla periferia di Kryvyj Rih, mentre altre unità mobili sovietiche, il 7º Corpo meccanizzato e il 29º Corpo corazzato, avanzavano sulla destra verso Mytrofanivka giungendo a trenta chilometri da Kirovograd. Il mattino del 24 ottobre i carri armati del 18º Corpo corazzato, con il supporto di squadre di fucilieri, entrarono dentro Kryvyj Rih; nonostante questo successo di sorpresa però durante la giornata la situazione dei sovietici divenne difficile. Il generale von Mackensen fece intervenire d'urgenza la 11. Panzerdivision che contrattaccò con successo, bloccando i carristi sovietici dentro Kryvyj Rih e respingendo le unità di fanteria della 37ª Armata che cercavano di accorrere in aiuto. I carristi del 18º Corpo corazzato continuarono tenacemente a mantenere le posizioni dentro Kryvyj Rih tutta la giornata del 24 ottobre, ma in serata, a corto di munizioni, batterono in ritirata nell'oscurità attraverso le vie della città.
Dopo questo primo successo il feldmaresciallo von Manstein poté far intervenire due Panzerdivision appena arrivate dall'ovest per sferrare una grande controffensiva come ordinato da Hitler; il 27 ottobre 1943 il 40º Panzerkorps attaccò da nord con la 24. Panzerdivision e la 14. Panzerdivision, rinforzate dalla 3. SS "Totenkopf", sul fianco del cuneo avanzato del 2° Fronte ucraino arrivato a Mytrofanivka e a Kryvyj Rih. In tre giorni i panzer tedeschi inflissero pesanti perdite a due corpi meccanizzati sovietici che furono costretti a retrocedere di circa 25 chilometri verso nord; secondo il comando tedesco l'Armata Rossa avrebbe perso in questa battaglia circa 350 carri armati e 10 000 soldati. Nonostante questi brillanti risultati iniziali, le Panzerdivision non riuscirono nei giorni seguenti a respingere il nemico oltre il Dnepr come era nei piani dell'alto comando tedesco; i sovietici presero posizione dietro il fiume Inhulec' e fermarono l'ulteriore spinta tedesca, nonostante l'intervento della Luftwaffe. 
Il 2º Fronte ucraino del generale Konev respinse i nuovi attacchi dei tedeschi che subirono a loro volta forti perdite, e si riorganizzò per riprendere rapidamente l'offensiva in collaborazione con il 3º Fronte ucraino del generale Malinovskij che aveva appena liberato Zaporož'e e Dnepropetrovsk.

### Battaglie per Čerkasy e Kirovograd
Nella prima metà di novembre, mentre erano in corso continue battaglie dall'esito alterno nel settore di Kiev e Žitomir, tra le armate del fianco sinistro del Gruppo d'armate Sud del feldmaresciallo von Manstein e le truppe del 1° Fronte ucraino del generale Vatutin, sul basso Dnepr i generali Konev e Malinovskij riorganizzarono le loro forze con l'intenzione di riprendere al più presto l'offensiva e completare la liberazione di tutta la riva sinistra del fiume. Più a sud il generale Tolbuchin era impegnato soprattutto nell'istmo di Perekop a collaborare con le armate del generale Petrov, che dal 31 ottobre 1943 erano sbarcate nella penisola di Kerč'.

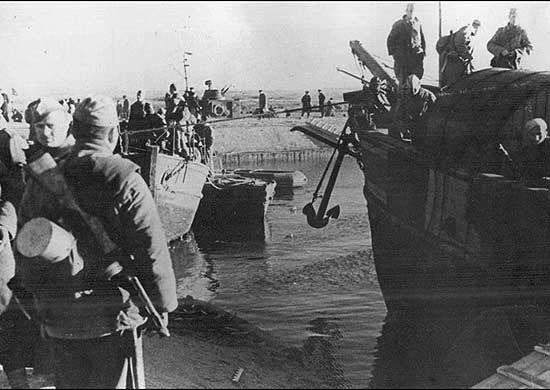
Soldati sovietici durante le operazioni di sbarco nella penisola di Kerč'.

Il generale Konev il 14 novembre 1943 riprese quindi l'offensiva in direzione di Kirovograd e Kryvyj Rih con le armate della sua ala sinistra; le difficili condizioni meteorologiche e del terreno, a causa dell'inizio del periodo del fango autunnale, resero molto difficoltosa l'avanzata; inoltre la 1. Panzerarmee oppose forte resistenza e sferrò ripetuti contrattacchi, riuscendo a rallentare e poi fermare la spinta sovietica. Maggiori risultati ottenne invece l'offensiva dell'ala destra del 2° Fronte ucraino; fin dal 13 novembre la 52ª Armata del generale Koroteev riuscì a passare il Dnepr e costituire una nuova testa di ponte a nord di Čerkasy, nel settore difeso dalla 8. Armee tedesca. In questa fase le operazioni dell'Armata Rossa furono supportate efficacemente dai reparti partigiani attivi nella regione che colpirono le linee ferroviarie tedesche e distrussero ponti e depositi nelle retrovie. I tedeschi difesero Čerkasy a lungo e concentrarono riserve, tra cui la 72ª Divisione fanteria e la 5. SS-Panzer-Division "Wiking", per mantenere il possesso dell'importante città sul Dnepr; i combattimenti quindi furono prolungati e accaniti; solo il 14 dicembre 1943 i sovietici della 52ª Armata liberarono completamente Čerkassy dopo quattro giorni di violentissimi combattimenti dentro la città e si collegarono con i reparti della 4ª Armata della Guardia del generale Galanin, che erano avanzati da est lungo la riva occidentale del Dnepr.
Agli inizi di dicembre 1943, con l'arrivo delle prime gelate e il consolidamento del terreno, il generale Konev, oltre a cercare di allargare le teste di ponte a Čerkasy e Kremenčuk, riprese l'offensiva, con i mezzi corazzati della 5ª Armata corazzata della Guardia del generale Rotmistrov e due armate di fanteria, in direzione di Kirovograd; dopo aver superato la tenace resistenza tedesca, i sovietici guadagnarono terreno. Il 6 dicembre i soldati della 53ª Armata e della 5ª Armata della Guardia del generale Zadov liberarono Oleksandrija e il 9 dicembre i carristi della 5ª Armata corazzata della Guardia raggiunsero e conquistarono, con l'aiuto di numerosi gruppi partigiani, il nodo ferroviario di Znam"janka. Dopo questi successi sovietici, i tedeschi rafforzarono la resistenza e riuscirono nella seconda metà di dicembre a bloccare ulteriori avanzate nemiche verso Kirovograd e Kryvyj Rih; anche l'offensiva del generale Malinovskij a ovest della testa di ponte di Zaporož'e nel mese di dicembre si esaurì con piccoli successi locali senza raggiungere risultati strategici decisivi.

## Bilancio e conseguenze

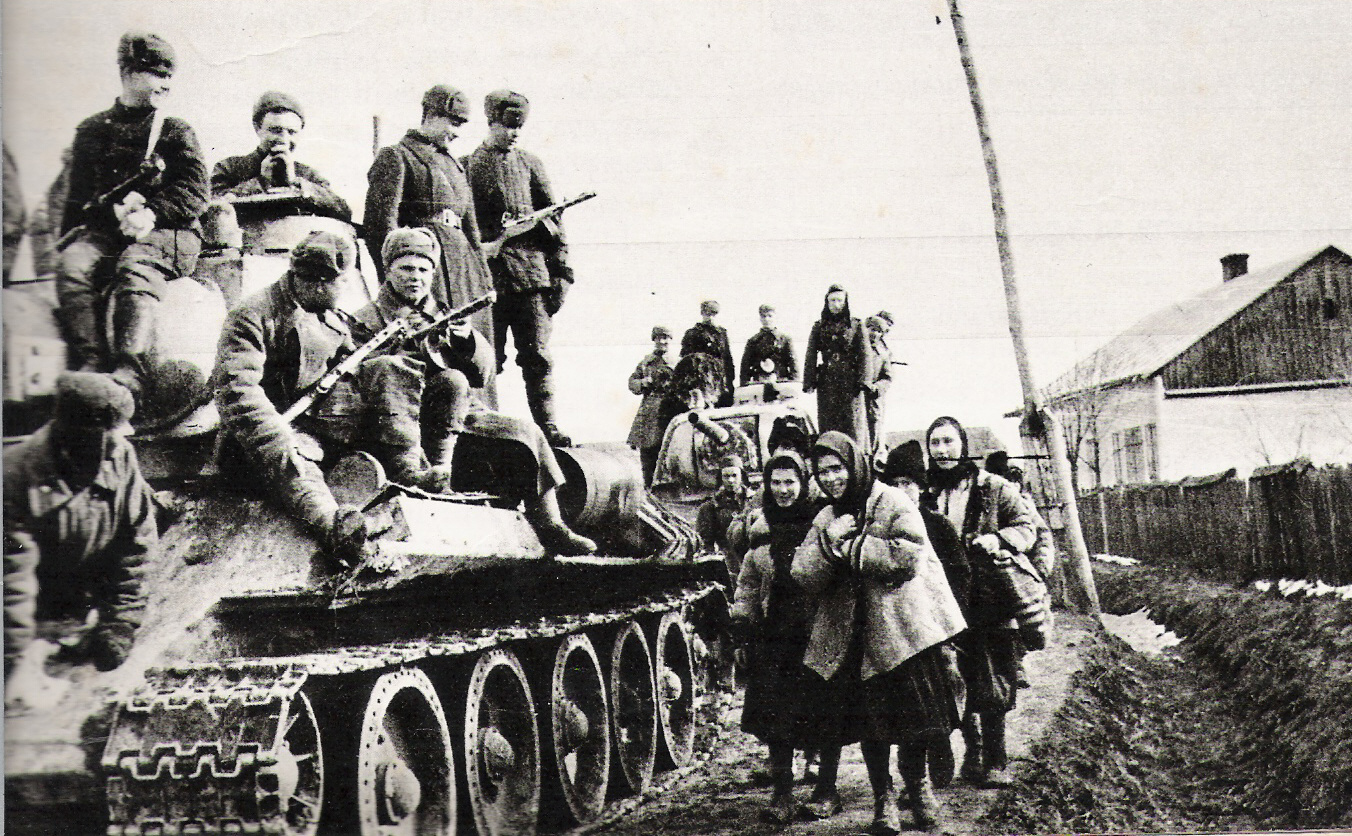
Soldati e carri armati sovietici entrano in un piccolo villaggio ucraino durante l'offensiva invernale sferrata a partire dal 24 dicembre 1943.

Nella seconda metà del mese di dicembre 1943 quindi la lunga e sanguinosa battaglia del basso Dnepr si concluse con la netta vittoria complessiva sovietica e con la liberazione di gran parte della riva occidentale del Dnepr; nonostante le difficoltà operative, tecniche e l'accanita difesa della Wehrmacht, i sovietici continuarono ad attaccare per quasi tre mesi, liberarono importanti città come Zaporož'e, Melitopol', Dnepropetrovsk, Čerkasy, occupate da anni dai tedeschi, e superarono su quasi tutta la sua lunghezza il grande fiume, passando in massa sulla riva occidentale. Queste vittorie furono ottenute a caro prezzo; i tedeschi non cedettero mai facilmente terreno, manovrarono con le riserve, contrattaccarono e inflissero pesanti perdite ai sovietici prima di ripiegare in modo ordinato su posizioni più arretrate. Nel complesso però il feldmaresciallo von Manstein, nonostante l'afflusso di numerose Panzerdivision da occidente, pur riuscendo a fermare in alcune occasioni l'avanzata sovietica, non riuscì mai a riprendere l'iniziativa strategica e dovette limitarsi a organizzare un'abile ritirata manovrata per guadagnare tempo ed evitare la completa distruzione delle sue forze.
Al termine della campagna autunnale del 1943 nel settore meridionale del Fronte orientale, la Wehrmacht aveva perso praticamente tutta la linea del basso Dnepr che avrebbe dovuto costituire, secondo i progetti di Hitler e dei suoi generali, l'invalicabile "Ostwall" della Germania, e abbandonò anche la cosiddetta "linea Wotan" che avrebbe dovuto sbarrare la strada alla Crimea. A dicembre i tedeschi mantenevano a est del Dnepr praticamente solo la grande testa di ponte di Nikopol', che rafforzata con molte divisioni guidate dal tenace generale Ferdinand Schörner, avrebbe resistito fino a febbraio 1944. Più a nord i tedeschi avevano ceduto lungo tutto il corso del fiume fino a settentrione di Čerkasy; a sud invece la 17. Armee del generale Jaenecke era ormai isolata in Crimea, minacciata nell'istmo di Perekop dalle forze del generale Tolbuchin e a est, nella penisola di Kerč', dalle truppe sovietiche del generale Petrov che erano sbarcate dalla penisola di Taman' a partire dal 31 ottobre 1943. Nonostante molte difficoltà e qualche insuccesso, i sovietici erano riusciti a costituire una testa di ponte da cui sarebbero ripartiti all'attacco della Crimea nella primavera 1944.
Stalin, impegnato a novembre e dicembre 1943 nella conferenza di Teheran dei Tre Grandi, durante la quale aveva illustrato le sue vittorie, ma anche le difficoltà del compito dell'Armata Rossa impegnata "quasi da solo" contro la massa della Wehrmacht, non intendeva dare tregua ai tedeschi; nuovi, giganteschi piani di operazioni erano in fase di studio, grandi lavori organizzativi e raggruppamenti di forze erano in corso, le riserve erano accumulate. Il dittatore sovietico intendeva scatenare una nuova offensiva generale in inverno praticamente senza alcuna pausa; gli obiettivi più importanti sarebbero stati ancora una volta nel settore meridionale del Fronte orientale: qui si trovavano le importanti risorse minerarie di Nikopol' e Kryvyj Rih, le popolose e fertili terre agricole dell'Ucraina occidentale. L'Armata Rossa avrebbe liberato tutta l'Ucraina e raggiunto la regione balcanica degli alleati di Hitler. L'offensiva invernale sovietica, iniziata il 24 dicembre 1943, sarebbe continuata fino alla primavera segnando una sconfitta irreversibile per la Germania e la rovina dei suoi obiettivi di dominio all'est.